# Ängelholms tingsrätt
Ängelholms tingsrätt var en tingsrätt i Skåne län, före 1997 i Kristianstads län. Ängelholms tingsrätts domsaga omfattade Ängelholms kommun, Båstads kommun och Åstorps kommun. Tingsrätten och domsagan ingick i domkretsen för Hovrätten över Skåne och Blekinge. Tingsrätten var placerad i Ängelholm. Tingsrätten och domsagan uppgick 2001 i Helsingborgs tingsrätt och domsaga.

## Administrativ historik
Vid tingsrättsreformen 1971 ombildades häradsrätten för Södra Åsbo och Bjäre domsagas tingslag till denna tingsrätt. Domsagan bildades ur huvuddelen av Södra Åsbo och Bjäre domsagas tingslag. Från 1971 ingick i domsagan områdena för Åstorps kommun, Båstads kommun, Ängelholms kommun och Kvidinge kommun, där Kvidinge 1974 uppgick i Åstorps kommun. År 1974 tillfördes området Össjö socken, när det området av Östra Ljungby kommun fördes till Ängelholms kommun. Tingsrätten och domsagan uppgick 1 oktober 2001 i Helsingborgs tingsrätt och domsaga.

## Rhoca-Gilskandalen
Ett av de sista och större målen som hölls i Ängelholms tingsrätt rörde Rhoca-Gilskandalen, som inträffade hösten 1997 vid tunnelbygget genom Hallandsås. Rhoca-Gil var ett tätningsmedel med akrylamid som användes i Hallandsåstunneln. Akrylamiden bildades när Rhoca Gil inte härdade i Hallandsåstunneln, på grund av överflödet av vattnet. När akrylamiden spred sig upp till grundvattnet på Hallandsåsen, orsakade det förlamning/död bland djur, fiskar.. När tunnelbygget genom Hallandsåsen stoppades den 30 september 1997, så hade sammanlagt 1400 ton Rhoca-Gil sprutats in i tunneln. Tingsrätten dömde Skanska den 19 januari 2002 till lagen strängaste straff, att betala 3 miljoner kronor i företagsböter.

## Lagmän
- 1971-1972: Gustaf Rosenqvist
- 1972–1980 Per-Axel Hansén (tillförordnad till 1974)
- 1980-1992: Arne Reis
- 1992-1999: Sigurd Heuman